# Filip Oberländer
Filip Oberländer (30. listopadu 1875 Úpice – 3. března 1911 Jižní Súdán) byl český lovec a cestovatel, autor cestopisu.

## Život

### Rodina
Filip Oberländer pocházel z rodiny továrníka Moritze Jakoba Oberländera (1831–1905) považovaného za jednoho z nejvýznamnějších textilních výrobců Rakousko-Uherska. Moritz Jakob Oberländer si před polovinou 19. století v Úpici pronajal obchod a zadával zde práci téměř 400 domácím tkalcům. V prvních letech druhé poloviny 19. století v Úpici, s několika společníky, koupil pozemky a vystavěl mechanickou přádelnu. Postupně sám, nebo se společníky koupil, postavil a provozoval další továrny textilního průmyslu, nejen v severovýchodních Čechách a to až do roku 1888, kdy své podniky předal staršímu ze synů, Bedřichovi (1859–1926). K dalším majetkoprávním přesunům došlo v rodině po smrti Moritze Jakoba v roce 1905.

### Philipp Jakob Oberländer
Philipp Jakob Oberländer se narodil 30. listopadu 1875 v Úpici čp. 133. Jeho rodiči byli továrník Moritz Moses Jakob Oberländer (1831–1905) a Marie, roz. Morawec (Morawetz, 1840–1920)). Jistou výhodou mu v životě bylo finanční zajištění jeho zálib a zájmů z rodinného majetku. Dovolovalo mu podnikat nejen lovecké výpravy do celého světa, ale i další aktivity. Například 11. září 1910 byl spolupořadatelem ukázkového letu průkopníka aviatiky v Čechách Jana Kašpara. Let konaný v Náchodě nejen financoval, ale stal se i jedním ze dvou Kašparových komerčních pasažérů.
Vedle svých cest podpořil finančním darem i loveckou, několikaměsíční výpravu Rudolfa Grauera (1870–1927, rakouský cestovatel a zoolog) do Belgického Konga na přelomu let 1910 a 1911. Výsledkem Grauerovi cesty bylo velké množství přírodnin a trofejí darovaných do sbírek Přírodovědného muzea ve Vídni.
Dobročinnost F. Oberländera a jeho dary kulturním organizacím (muzea, školy) dovedla do šlechtického stavu. Nejvyšší komoří v Čechách navrhl a císař 8. října 1910 povýšil do šlechtického stavu. Od toho dne užíval titul šlechtic Oberländer (taktéž z Oberländerů, z Oberländru).
Pocházel z německy mluvící židovské rodiny a zprvu měl blízko k německé a rakouské kultuře. Postupně, zásluhou několika českých přátel (např. cestovatel E. St. Vráz), se sblížil s českým kulturním prostředím (tehdejší České průmyslové muzeum, Muzeum Království českého).

## Cesty a lovecké výpravy
Finančně zabezpečen rodinným majetkem se F. Oberländerovi stalo velkou zálibou cestování světem a především lov divokých zvířat. První cesta jej vedla do Indie.
1903 - Indie, Cejlon

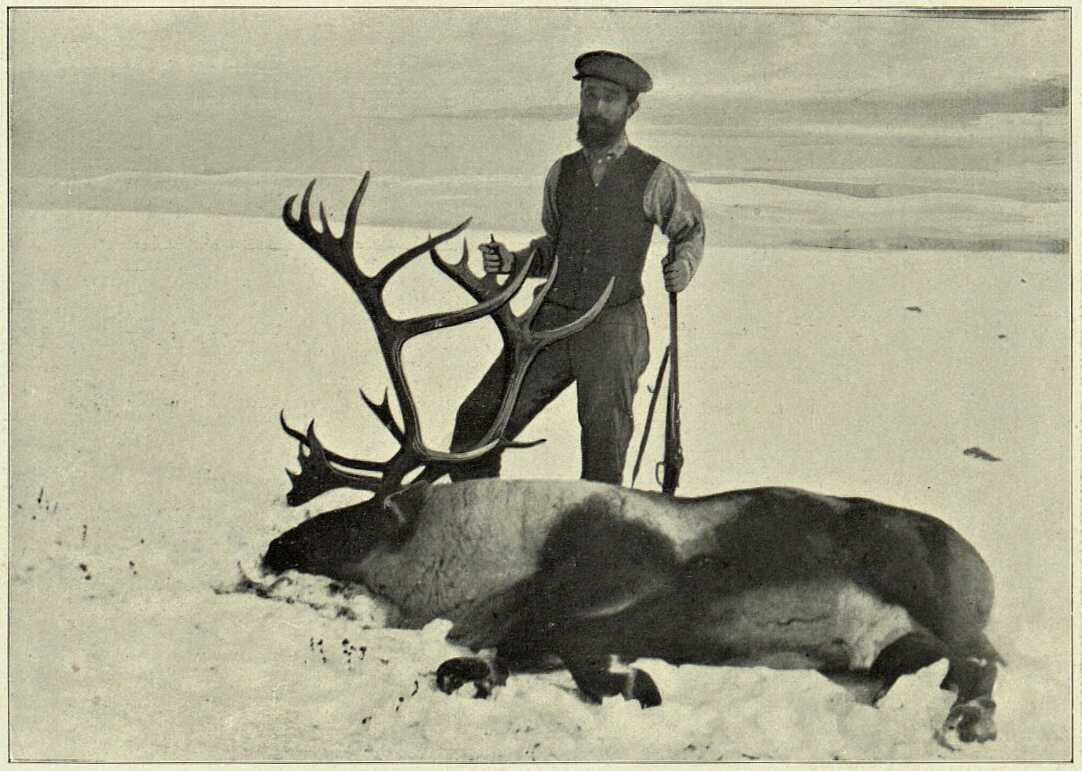
Filip Oberlander s uloveným sobem, sever Ameriky, 1905

1905 - severní Amerika, Mexiko, Antily, Venezuela
1906 až 1907 - jihovýchodní Afrika. Výsledkem cest a lovu bylo mnoho trofejí a etnografik dovezených do Evropy. V Hronově je F. Oberländer vystavil předtím, než je převzalo Přírodovědné muzeum ve Vídni. Spolu s Oberländerem do Evropy přicestoval i domorodý černoch, jménem Ramadhan. Necelý rok pobýval na severovýchodě Čech, kde se jej například místní učitel snažil vzdělávat. Po roce se však vrátil na černý kontinent.
1907 až 1908 - cesta kolem světa. Cestu, především za lovem divokých zvířat, F. Oberländer započal v září 1907 a po devíti měsících na cestách ji ukončil v květnu následujícího roku. Nejdelší čas strávil v USA (především Wyoming, Kalifornie) a Kanadě (Britská Kolumbie, Nový Brunšvik). Následně ze severní Ameriky odcestoval do Japonska, poté do Vladivostoku a odtud Transsibiřskou magistrálou do Evropy. Velkou část trofejí a přírodnin daroval do sbírek Přírodovědného muzea ve Vídni.
1909 - Grónsko. Účastníky rakouské lovecké výpravy byli vedle Oberländera vídeňský architekt a cestovatel Rudolf Kmunke (1866–1918) a zoolog, kustod vídeňského přírodovědného musea Ludwig von Lorenz-Liburnau (1856–1943). Výprava počátkem června vyplula pronajatou lodí schopnou plout i ledem pokrytým mořem a navštívila místa na východním pobřeží Grónska, Claveringův ostrov a Špicberky. Na zpáteční cestě, koncem srpna, se účastníci v norském městě Tromsø setkali s americkým novinářem, cestovatelem a aviatikem Walterem Wellmanem (1858–1934), připravujícím se na (posléze neúspěšný) let vzducholodí k severnímu pólu. Výsledkem grónské výpravy bylo, vedle úlovků a trofejí určených do sbírek Přírodovědného muzea ve Vídni (např. medvědi, tuleni, mroži, pižmoni), odchycení živých ledních medvědů. Pět jich výprava dovezla do Evropy. Dva z nich po nějakou dobu choval F. Oberländer v Hronově.

## Tragická smrt

### Před tragédií
Další loveckou výpravu F. Oberländer směřoval do prostoru dnešního Jižního Súdánu. Přípravou, organizací a realizací cesty pověřil Richarda Štorcha (1877–1927). Lovec, cestovatel, průvodce lovců R. Štorch spolu s přítelem Bedřichem Machulkou (1875–1954), usazeni v Chartúmu, organizovali pro zájemce lovecké výpravy v dnešním Egyptě, Súdánu a Jižním Súdánu.
F. Oberländer a R. Štorch se na cestu vydali 24. ledna 1911. Na počátku března lovili na území dnešního Jižního Súdánu. Jižně od Chartúmu. V okolí Bílého Nilu, v prostoru mezi ostrovem Gondokoro na jihu a osadou Lado na severu.

### Osudný den
V ranních hodinách osudného 3. března 1911 se R. Štorch, na přání F. Oberländera, vydal stopovat předtím při lovu raněnou žirafu. F. Oberländer, bez vědomí R. Štorcha, přes nesouhlas domorodých stopařů, pronásledoval vlastním výstřelem zraněného buvola. Po stopě zvířete se vydal spolu s asi dvaceti pěti domorodými lovci z kmene Bari. Ti byli ozbrojeni jen kopími. F. Oberländer měl dvě pušky. Žádná z nich však nebyla nabita. Jednu, jak ve zprávě o tragédii napsal R. Štorch: Oberländer držel oběma rukama opřenou o krk. Druhou nesl jeden z domorodých lovců. Výprava se pohybovala v rovinaté krajině porostlé vysokou travou bránící rozhledu. Proto mohl raněný buvol na F. Oberländera zaútočit zezadu, z bezprostřední vzdálenosti dvaceti kroků. Opakovaně jej nabral na rohy a následně smrtelně raněného rozdupal. Domorodí lovci si po útoku buvola zachránili život vyšplháním do korun okolostojících stromů. Po útoku se buvol zklidnil a lehl si na zohavené lovcovo tělo. Dva z černochů sebrali odvahu a pokusili se buvola zahnat házením dřev, kamenů a vším co měli po ruce. Navzdory tomu buvol zůstal na místě ještě více než dvě hodiny.

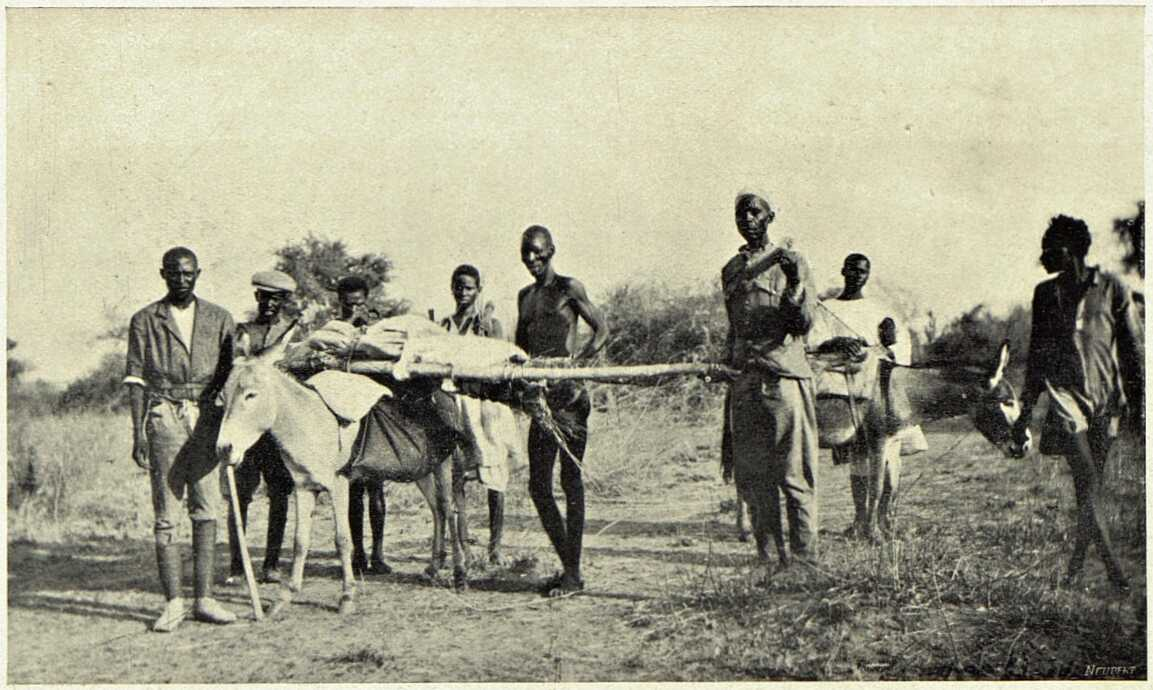
Transport nebožtíkova těla z místa tragédie do tábora, 3. 3. 1911

R. Štorch se v odpoledních hodinách vrátil do tábora, kde se dozvěděl o události. Ihned se vydal na místo tragédie. Nedošel. Cestou potkal smutnou kolonu, vezoucí nebožtíkovo tělo do tábora. R. Štorch obratem poslal zprávu britskému guvernéru do nejbližší vojenské stanice (Mongalla). Guvernér reagoval vysláním skupiny vojáků, úředníka a lékaře. S blížícím večerem nechal R. Štorch okolo tábora zapálit velké ohně, chránící prostor před hyenami cítící ve velkém vedru rozkládající se nebožtíkovo tělo. Štorch proto zůstal vzhůru a po celou noc obcházel s puškou tábor a staral se o ohně.

### Den po tragédii
V časných ranních hodinách 4. března 1911 R. Štorch, s pomocí domorodých lovců, dopravil nebožtíkovo tělo do Mongally, osady s vojenskou posádkou. Nechal od místního truhláře vyrobit rakev a v ní tělo Filipa Oberländera pohřbil na malém hřbitově patřící vojenské stanici. Pohřbu se kromě R. Štorcha účastnil guvernér, angličtí důstojníci a všichni vojáci tamní posádky. Krátký pohřební obřad nad rakví vykonal anglický misionář, náhodou pobývající v Mongalle. Posléze R. Štorch nad hrobem vztyčil prostý dřevěný kříž s českým textem:

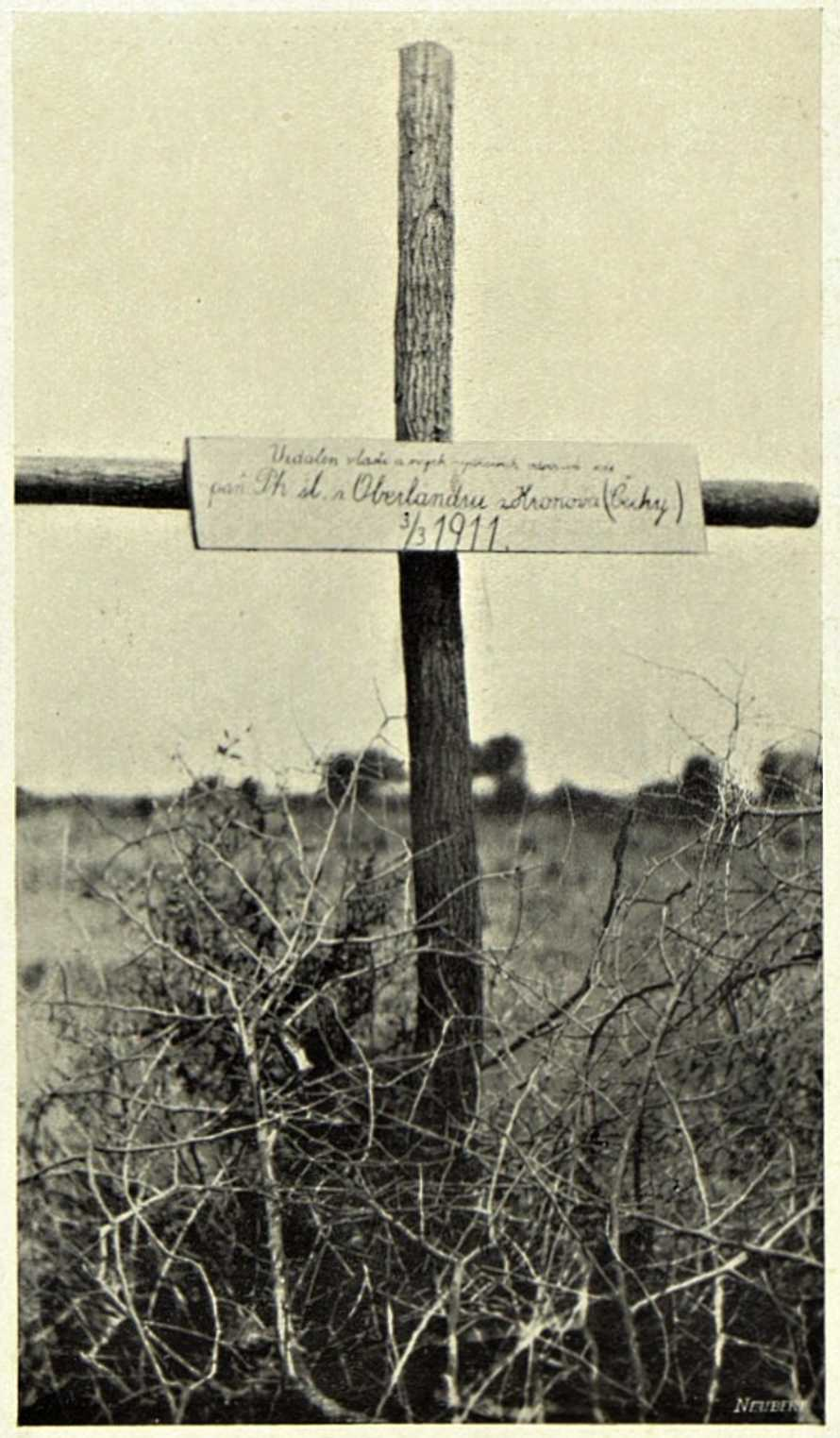
Kříž postavený Richardem Štorchem na hrobě Filipa Oberländera, Mongalla, 1911

| „ | Vzdálen vlasti a svých nejdražších odpočívá zde pan Ph. šl. z Oberländru z Hronova (Čechy) 3/3 1911 | “ |

### Místo posledního odpočinku F. z Oberländerů
Zprávu o smrti do Hronova matce a sourozencům 6. března 1911, telegraficky ze súdánského Chartúmu, zaslal rakouský konzul. Snahou rodiny bylo ostatky syna a bratra v Mongalle vyzvednout a dopravit do Čech. Rodině se to podařilo až po více než roce. 10. června 1912 byly přivezeny a den na to položeny do hrobu v Úpici. Spolu s rakví do Čech doputoval a do hrobu s rakví byl vložen i dřevěný křiž zhotovený R. Štorchem.

## Dary kulturním institucím
Filip Oberländer obdarovával svými trofejemi, úlovky, přírodninami a etnografiky různé kulturní instituce. Zprvu především Přírodovědné muzeum ve Vídni. Od roku 1909, po návštěvě muzea a rozmluvě s kustodem zoologických sbírek dr. Václavem Vávrou (1866–1941), i tehdejší Muzeum Království českého. Ve své době byl nejvíce diskutovaným a oceňovaným Oberländerovým darem do muzejních sbírek jeho úlovek z Národního parku Yellowstone - bizon americký, posléze preparovaný muzejním preparátorem Janem Štrofem (1865–1923).
Kromě bizona do zoologických sbírek muzea věnoval úlovky a trofeje ze svých lovů v Africe, Špicberkách, Britské Kolumbii, Grónsku a Mexiku. Do botanických sbírek přírodniny přivezené z Grónska, Kolumbie a Newfoundlandu. Etnografické sbírky obohatil o předměty získané u Indiánů na ostrově Vancouver. Muzeum svého dobrodince v roce 1909 ocenilo jmenováním činným členem. Vedle dvou národních muzeí (ve Vídni a Praze) obohatil F. Oberländer sbírky i několika škol. Například gymnázium v Broumově a chlapeckou měšťanskou školu v Hronově. Díky němu byl přírodovědný kabinet hronovské měšťanské školy považován za nejlépe vybavenou školní přírodopisnou sbírku mimo Prahu.

## Fotograf
Na svých cestách Filip Oberländer rád fotografoval sebe, své úlovky tak i navštívená místa. Několik málo jím pořízených fotografií otiskla tehdejší periodika (např. v roce 1910 Světozor, 1911 Český svět, 1924 Krása našeho domova). Čtyři fotografie, pořízené F. Oberländerem na jeho cestě severní Amerikou, použil český cestovatel a pedagog Josef Kořenský (který F. Oberländera seznámil s R. Štorchem) ve své knize Amerika, kulturní obrázky z Ameriky severní.

## Spisovatel

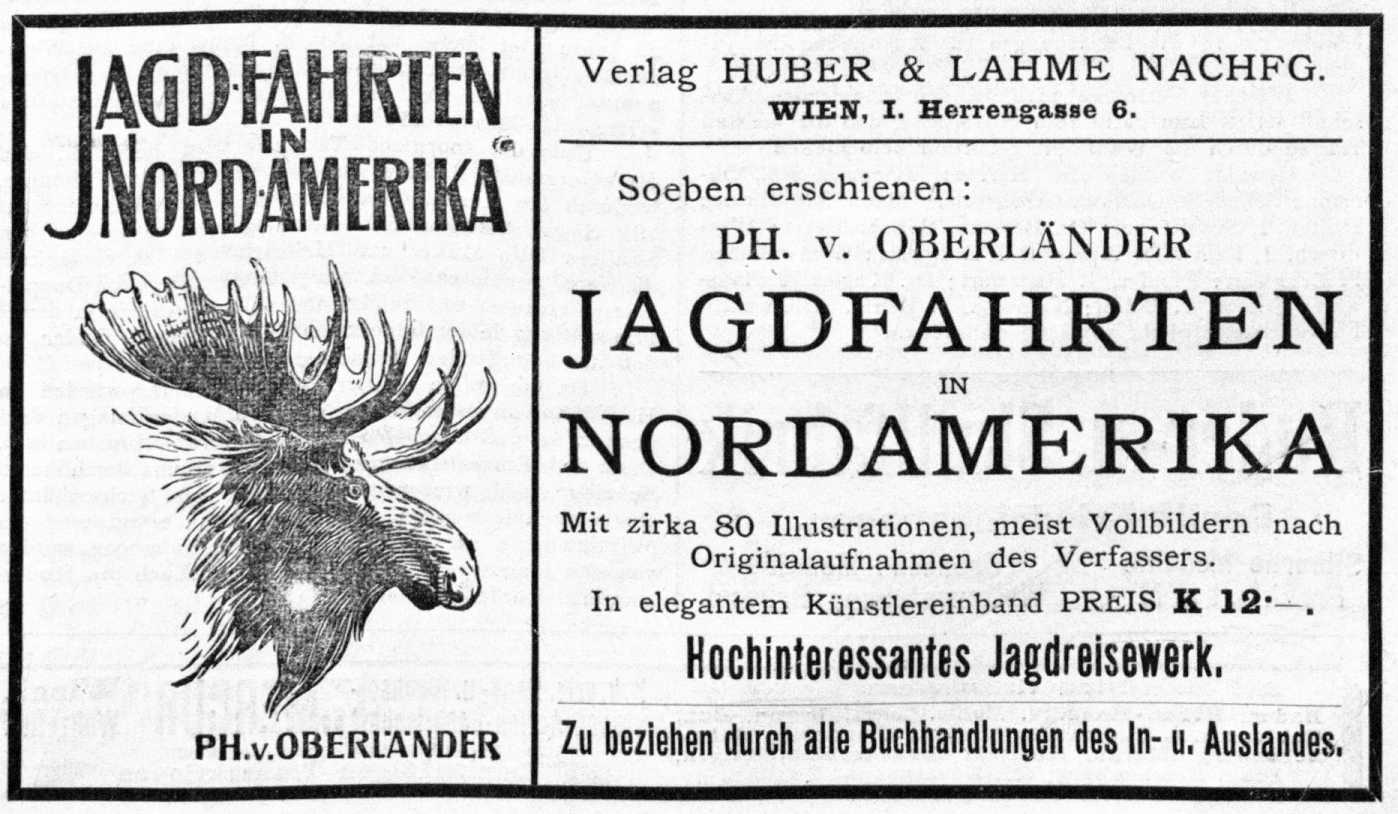
Inzerát knihy Jagdfahrten in Nordamerika na stránkách vídeňského týdeníku Allgemeine Sport-Zeitung, prosinec 1910

Vystavení Oberländerových úlovků a trofejí na První mezinárodní lovecké výstavě ve Vídni (Erste internationale Jagdausstellung) v roce 1910 (květen až říjen) vedlo k vydání jeho prvního a jediného cestopisu. Na výstavě byl přáteli osloven a požádán, aby své dosavadní lovecké a cestovatelské zážitky sepsal a vydal. Stalo se tak v roce 1910, v knize nazvané Jagdfahrten in Nordamerika. Kniha krátce po vydání získala popularitu. Jednotlivé kapitoly citovala německy tištěná periodika (např. Allgemeine Sport-Zeitung). Necelý rok po německém vydání se zásluhou cestovatele a pedagoga Josefa Kořenského Oberländerovy lovecké příběhy dočkaly i překladu do češtiny. Ironií osudu kniha nazvaná Lovecké jízdy v Severní Americe vyšla 10. března 1911, tedy jen několik málo dní po Oberländerově tragické smrti.

### Knihy
- Jagdfahrten in Nordamerika, Vídeň, 1910
- Lovecké jízdy v Severní Americe, Praha, 1911